# علی اصلان
علی اصلان (عربی: علی أصلان؛ زادهٔ ۱۹۳۲) سیاست‌مدار و سپهبد بازنشسته نیروی زمینی سوریه است، که در فاصله سال‌های ۱۹۹۸ تا ۲۰۰۲ به‌عنوان هفدهمین رئیس ستاد کل نیروهای مسلح سوریه فعالیت می‌کرد. وی از ۲۰۰۲ تا ۲۰۰۵ مشاور نظامی رئیس‌جمهور سوریه بود. او از اعضای کمیته مرکزی حزب بعث سوریه و از افراد نزدیک به حافظ اسد بود که در تضمین حکومت بشار اسد نقش داشت.
اصلان فعالیت نظامی را از سال ۱۹۵۴ در نیروی زمینی سوریه آغاز کرد، از ۱۹۶۶ تا ۱۹۶۸ فرماندهی تیپ ۸ پیاده را برعهده داشت، از ۱۹۶۸ تا ۱۹۷۰ فرمانده لشکر ۱ پیاده و از ۱۹۷۰ تا ۱۹۷۲ فرمانده لشکر ۵ پیاده بود، از ۱۹۷۲ تا ۱۹۷۳ به‌عنوان رئیس اداره عملیات ستاد کل نیروهای مسلح سوریه فعالیت می‌کرد و در فاصله سال‌های ۱۹۷۳ تا ۱۹۷۶ فرماندهی لشکر ۵ مکانیزه را برعهده داشت.
وی از ۱۹۷۶ تا ۱۹۷۹ فرمانده نیروهای ارتش سوریه در لبنان بود، از ۱۹۸۰ تا ۱۹۸۵ به‌عنوان معاون عملیات ستاد کل نیروهای مسلح سوریه فعالیت می‌کرد، از ۱۹۸۵ تا ۱۹۹۰ فرماندهی سپاه دوم را برعهده داشت و در فاصله سال‌های ۱۹۹۰ تا ۱۹۹۸ جانشین رئیس ستاد کل نیروهای مسلح سوریه بود.

## زندگی‌نامه
علی اصلان در سال ۱۹۳۲ در شهر جبله زاده شد. اصلان از یک خانواده علوی است که بخشی از قبیله کلبیه مانند حافظ اسد هستند. وی در سال ۱۹۵۴ به ارتش سوریه پیوست، در آکادمی نظامی حمص آموزش دید و آموزش‌های خود را در اتحاد جماهیر شوروی ادامه داد. اصلان در اکتبر ۱۹۶۶ به عنوان فرمانده تیپ هشتم پیاده‌نظام سوریه منصوب شد. موفقیت او در نوامبر ۱۹۷۰ حاصل شد، زمانی که از کودتای نظامی که حافظ اسد را در سوریه به قدرت رساند، حمایت کرد و به عنوان فرمانده لشکرهای اول و پنجم پیاده‌نظام ارتش سوریه منصوب شد. در سال ۱۹۷۲، او به عنوان رئیس دفتر «عملیات» ستاد کل ارتش سوریه منصوب شد. وی در سال ۱۹۷۳ فرماندهی لشکر پنجم پیاده‌نظام مکانیزه را برعهده داشت. نیروهای تحت امر او در مراحل آغازین جنگ یوم کیپور ۱۹۷۳ موفق بودند، زیرا آنها خط دفاعی اسرائیل را شکستند و نیروهای اسرائیلی را از جنوب و مرکز بلندی‌های جولان بیرون راندند.
اصلان از سال ۱۹۷۶ تا ۱۹۷۹ مسئول نیروهای ارتش سوریه درگیر در لبنان شد و بر «جنگ صد روزه» علیه شبه‌نظامیان مسیحی بشیر جمیل نظارت داشت. در آغاز دهه ۱۹۸۰، اصلان معاون رئیس ستاد و رئیس عملیات بود. او به عنوان فرمانده سپاه دوم (سوریه) منصوب شد و در ژوئیه ۱۹۸۴ به درجه سپهبدی ارتقا یافت. در سال ۱۹۸۹، او به عنوان معاون رئیس ستاد ارتش سوریه منصوب شد و به «مغز عملیاتی» واقعی ارتش سوریه تبدیل شد. او در ۵ ژوئیه ۱۹۹۸ به عنوان رئیس ستاد ارتقا یافت و جایگزین حکمت الشهابی شد که در سال ۱۹۷۳ پس از بازنشستگی اجباری‌اش این سمت را بر عهده داشت. اصلان طرفدار خدمت اجباری سربازی برای مردان سوری بود و مذاکره‌کننده اصلی برای معاملات تسلیحاتی با تأمین‌کنندگان در سراسر جهان، از جمله روسیه، چین، ارمنستان، کره شمالی و ایران، همچنین معاهدات نظامی با ژاپن و چندین کشور اروپای شرقی بود.
پس از مرگ حافظ اسد در سال ۲۰۰۰، یک کمیته ۹ نفره برای نظارت بر دوره گذار تشکیل شد و اصلان یکی از اعضای آن بود. علاوه بر این، او در تابستان ۲۰۰۰ عضو کمیته مرکزی حزب بعث سوریه شد. اصلان یکی از مقامات ارشدی بود که در تضمین حکومت بشار اسد نقش داشت. با این حال، او در ژانویه ۲۰۰۲، به عنوان بخشی از برنامه اصلاحات رئیس‌جمهور جوان‌تر و پس از درگیری‌های گزارش شده با آصف شوکت در مورد تغییرات پرسنلی، توسط بشار اسد از سمت خود به عنوان رئیس ستاد برکنار شد. اصلان با معاون وقت خود، حسن تورکمانی، جایگزین شد. اصلان بعداً به عنوان مشاور نظامی رئیس‌جمهور منصوب شد. در ژوئن ۲۰۰۵، وی از کمیته مرکزی حزب بعث برکنار شد و از سیاست بازنشسته شد.